# 김자림
김자림(金玆林, 1926년 8월 21일 ~ 1994년 9월 26일)은 대한민국의 여성 극작가 겸 수필가이다. 아명(兒名)은 김정숙(金貞淑)이며 본관은 전주(全州)이다.

## 생애
경성부에서 출생하여 지난날 한때 황해도 해주에서 잠시 유아기를 보낸 적이 있으며 평안남도 평양에서 성장하였다. 평양사범대학교 중퇴 후 평양에서 중등교원으로 재직하다가 사직하고 1949년에 고향인 서울로 남하하여 중고등학교 교사로 재직하다가  1959년 《돌개바람》으로 극작가 등단하였다.